# 2007年英國工黨黨魁選舉
2007年英國工黨黨魁選舉是由於時任英國工黨黨魁及首相貝理雅辭任黨魁而觸發。而時任之工黨副黨魁兼英國副首相約翰·普雷斯科特亦同告辭職，同時觸發黨內副黨魁之選舉。

自2004年貝理雅宣佈將不會第4次帶領工黨參與大選後，非正式的競選已經開始。至2006年9月7日，貝理雅正式宣佈會在一年內辭職。其後，工黨之中央行政委員會（Labour's National Executive Committee, NEC）於2007年5月13日制定了一時間表，於5月14日接受提名，而提名期於2007年5月17日結束。
貝理雅公開指定白高敦作為其接班人，並指他會是「極佳的首相』（an excellent Prime Minister），其後貝理雅亦有提名他參選。隨著白高敦得到貝理雅的支持，其唯一對手約翰·麥克唐納因未能取得足夠提名而棄選。
於2007年6月24日，白高敦於工黨內一特別會議被宣佈勝出黨魁選舉。貝理雅於同日宣佈辭去首相一職，並由白高敦接任。

## 參選人及提名結果
提名期只有約翰·麥克唐納及白高敦兩名參選人。要被列於選舉選票上，參選人至少要取得12.5%工黨國會議員的提名(以當時計算即45名工黨國會議員，包括參選人自己)並於5月17日前交回工黨之中央行政委員會。
提名期結束時，只有白高敦成為成為候選人。

### 參選人資料
- 白高敦, 時任財政大臣,[8]，得到貝理雅的支持，最終以取得313個提名，成功被提名。[9]

- 約翰·麥克唐納（John McDonnell）, 工黨左翼社會主義行動組（Socialist Campaign Group）之主席, 主張「新工黨」（New Labour）和「舊工黨」（Old Labour）之整合，並稱之作「真工黨」（Real Labour），並自我拯救工黨政府(save the Labour government from itself)。他期望取得之前Michael Meacher支持者的支持，但未能成功，[10]並最終只能取得29個提名，尚欠缺至少16個提名，最終未被成功提名。[11][12][13]

## 其他一度被視為有意參選之人士
自貝理雅的辭職後，媒體一直關注工黨以來那些人有意參選，但當中不少人公開表示拒絕參選。
- 彭浩禮，國際發展大臣（Secretary of State for International Development），被視為可能繼承貝理雅的候選人，但他其後公開支持白高敦。
- 查爾斯·克拉克，前內政大臣，[14]，曾表示如果文禮彬不參選，自己則會參與選舉。但其後立場軟化並支持白高敦，並指自己願意加入內閣[15][16][17]不過，其後他未被安排出任任何內閣職位，及於2010年英國大選中落敗。
- 約翰・赫頓，英國就業及退休保障大臣（Secretary of State for Work and Pensions），曾說工黨內應有一強勁對手挑戰白高敦，但至2007年5月6日他宣佈自己支持白高敦。[18][19]
- 莊翰生, 教育大臣（Secretary of State for Education and Skills）.[20] 於2006年秋天，他和約翰·里德同被視為有力和白高敦競爭之對手，但他其後支持白高敦。[21]
- 格蘭達·傑克遜 漢普斯特德及海格特（Hampstead and Highgate）國會議員及前交通大臣, 自2005年多次威脅會作為一掩護性候選人（Stalking horse candidate）挑戰貝理雅，但其後支持白高敦。
- 林恩·瓊斯,  伯明罕塞利奧克區國會議員，曾一度表示會以一左翼候選人姿態挑戰白高敦，但其後他支持約翰·麥克唐納。
- Michael Meacher, 前英國環境運輸及區域大臣（Secretary of State for the Environment, Transport and the Regions），一度有意參選，但其後因提名不足以退出。於2007年4月27日，約翰·麥克唐納及Meacher宣佈二人之間那一位取得較少提名者將會退選。[22]至2007年5月10日，他們表示兩者支持度太接近，將推遲決定。[23]至2007年5月14日，他宣佈支持約翰·麥克唐納，但Michael Meacher的支持者未有全部改為支約翰·麥克唐納。[24]
- 文禮彬, 前環境、食物及市政大臣（Secretary of State for Environment, Food and Rural Affairs），坊間一直指他會被游說參加選舉，亦有傳言指貝理雅認同他作為自己的繼承者。[25]不過，文禮彬拒絕參選，並公開表示這將會是他三年堅定不變之立場，他亦將支持白高敦。[26][27][28]
- 苗易彬，於2007年5月11日宣佈不會參選，但之前拒絕棄選。[29][30]
- 約翰·里德, 內政大臣, 表示他於有關職位空缺前不會透露其意向，但至5月6日公開宣佈支持白高敦及隨貝理雅離開內閣。[18][19][31][32]
- 傑克·斯特勞，下議院領袖，於3月25日表示將為白高敦助選。[33]他其後被任命為大法官及司法大臣。[34]